# Après la chute (téléfilm)
Pour les articles homonymes, voir Après la chute.
Pour plus de détails, voir Fiche technique et Distribution.
Après la chute (After the Fall) est un téléfilm américain réalisé par Gilbert Cates, diffusé en 1974.

## Synopsis
Voir l'article consacré à la pièce adaptée Après la chute.

## Fiche technique
- Titre original : After the Fall
- Titre français : Après la chute
- Réalisateur et producteur : Gilbert Cates
- Scénario : Arthur Miller, d'après sa pièce éponyme
- Musique : Garry Sherman
- Montage : Walter Lefler
- Direction artistique : Peter Dohanos
- Costumes : Theoni V. Aldredge
- Genre : Drame - 128 minutes
- Dates de première diffusion :
  -  États-Unis : 10 décembre 1974
  -  France : 25 octobre 1975

## Distribution
Rôles principaux
- Faye Dunaway : Maggie
- Christopher Plummer : Quentin
- Bibi Andersson : Holga
- Mariclare Costello : Louise
- Murray Hamilton : Mickey
- Nancy Marchand : Rose, la mère de Quentin
- Addison Powell : le père de Quentin
- Lee Richardson : Lou
- Jennifer Warren : Elsie

Autres rôles (par ordre alphabétique)
- Robert Blackburn : Harley Barnes
- Max Brandt : le professeur allemand
- Edward Dunn : Lucas
- Dorothi Fox : Carrie
- M. B. Miller : Dan
- Albert M. Ottenheimer : le président
- Robert Serbagi : le premier homme
- Brooke Shields : la fille de Quentin